# E-Prix di Valencia
L'E-Prix di Valencia è un evento automobilistico con cadenza annuale destinato alle vetture a trazione interamente elettrica del campionato di Formula E tenuto a Valencia, in Spagna. La prima edizione si correrà il 24 aprile e il 25 aprile 2021 durante il Campionato mondiale di Formula E 2020-2021.

## Circuito
L'evento si disputa sul Circuito di Valencia: sarà la prima gara su un circuito permanente. Il circuito aveva già ospitato i test prestagionali durante l'autunno 2020.

## Albo d'oro
| Edizione | Tracciato            | Vincitore     | Secondo        | Terzo             | Pole position          | Giro veloce  | Team vincitore             |
| -------- | -------------------- | ------------- | -------------- | ----------------- | ---------------------- | ------------ | -------------------------- |
| 2021     | Circuito di Valencia | Nyck de Vries | Nico Müller    | Stoffel Vandoorne | António Félix da Costa | Robin Frijns | Mercedes EQ Formula E Team |
| 2021     | Circuito di Valencia | Jake Dennis   | André Lotterer | Alex Lynn         | Jake Dennis            | Alex Lynn    | BMW i Andretti Motorsport  |